# Великий Сибирский Ледяной поход
Вели́кий Сиби́рский Ледяно́й похо́д — принятое в Белом движении название отступления частей Восточного фронта Русской армии на восток зимой 1920 года. В ходе не прекращающихся боёв с наступающей Красной армией в тяжелейших условиях сибирской зимы частями Русской армии был совершён беспримерный по протяжённости, почти 2500-километровый конно-пеший переход от Барнаула и Ново-Николаевска до Читы.
Руководил этим стратегическим отступлением Главнокомандующий Восточным фронтом ген-лейт. Владимир Оскарович Каппель, назначенный на эту должность в середине декабря 1919 года. После его смерти 26 января 1920 года командование войсками принял генерал Сергей Николаевич Войцеховский.

## История похода
Отступление началось после тяжёлых поражений Русской армии в Омской операции и в Новониколаевской операции в ноябре-декабре 1919 года. Армия, возглавляемая генералом Каппелем, отступала вдоль Транссибирской железной дороги, пользуясь для перевозки раненых имеющимися эшелонами. С запада наступала 5-я Красная армия под командованием Г. Х. Эйхе. Ситуация осложнялась многочисленными мятежами в тыловых городах и атаками разрозненных партизанских отрядов, ещё больше усугубляли трудности перехода сибирские морозы. Мобилизованные солдаты разбегались, а добровольческие части оставались боеспособными, но при отсутствии централизованного снабжения боеприпасами и продовольствием не могли вести серьёзных боёв. Начальник штаба 2-й армии Восточного фронта генерал-майор С. А. Щепихин характеризовал свои части к тому времени как «только вооружённое скопище людей».
В этих условиях командующим фронтом был назначен В. О. Каппель, пользовавшийся безграничным доверием и авторитетом в Сибирской армии. В его непосредственном распоряжении оставались части 2-й армии, отступавшие вдоль Транссибирской железной дороги. 3-я армия отступала южнее в 100-верстной полосе, а 1-я была отведена в тыл для переформирования и занятия новой линии обороны в районе Ново-Николаевск — Томск — Красноярск.
Контроль над железной дорогой находился в руках Чехословацкого корпуса, командование которого отказалось предоставить русским частям эшелоны, и отобрало уже имеющиеся. Поэтому белые войска отступали по старому тракту, несли неимоверные лишения и тяготы, без снабжения и в условиях тифозной эпидемии. Потери в войсках были высочайшими. Адмирал Колчак к тому времени полностью утратил контроль над ситуацией. Его состав двигался среди чехословацких войск и под их охраной.

### Щегловская тайга
Вступивший в командование армией генерал Каппель сразу издал приказ (№ 778 от 15.12.1919), разрешающий всем колеблющимся покинуть армию — сдаться большевикам или расходиться по домам, а армию отвести восточнее Щегловской тайги (шириной до 80 км, почти без дорог) на линию реки Золотой Китат. В том же приказе он предупреждал, что всех оставшихся с ним ждут тяжёлые испытания. Тем самым, он оставлял в строю только наиболее надёжных бойцов. Численность армии резко сократилась. По глубокому снегу, в мороз, войска прошли тайгу за четыре дня, бросив пулемёты и орудия. Были оставлены на милость красноармейцев раненые и больные. Продовольствия и патронов не было. Несколько маленьких деревень не смогли дать армии ни отдыха, ни возможности согреться — части шли без сна, отдыха и пищи несколько дней. Сковывал движение армии бесконечный обоз, забивший все дороги. Сохранившие боеспособность части — 7-я Уральская стрелковая дивизия, Ижевская дивизия, Запасной полк Воткинской дивизии — вели арьергардные бои, устраивали завалы из тысяч горящих саней, но противник не прекращал преследование.
Советские и белые зарубежные военные и историки называли Щегловскую тайгу кладбищем 3-й армии Сибирской армии. Многие части бесследно исчезли, другие сократились в несколько раз. Было брошено почти всё тяжёлое вооружение, не было надежды на восстановление боеспособности и самого существования армии. Войска находились в морально подавленном состоянии.
Нужен был отдых. Но его не последовало. Защищать узкие восточные дефиле на выходе из тайги было уже некому — предназначавшиеся для этого части 1-й армии разложились в тылу или подняли мятеж. Красная армия продолжала наступать и Русская армия двинулась дальше на восток.

### Красноярск
Следующим испытанием стал штурм Красноярска.
При подходе белых частей в Красноярске началось восстание рабочих под руководством большевиков, к которому примкнул гарнизон во главе с его начальником генералом Брониславом Зиневичем. Надежда армии на отдых и снабжение с красноярских складов с громадными запасами оказалась разрушенной. Генерал Зиневич, объявив лозунг «война гражданской войне», решил идти на мир с большевиками и стал по телеграфу уговаривать Каппеля сделать то же самое. Генерал Каппель отверг это и 31 декабря приказал выбить гарнизон Зиневича из города, причём в городе ещё находились чешские эшелоны и белое командование надеялось на их поддержку, но безрезультатно.
После первоначально успешных боёв 5 — 6 января 1920 года — удалось даже прорваться к вокзалу — город пришлось обходить. Около 12 тысяч солдат и офицеров Русской армии (из сохранивших боеспособность соединений — 4-я Уфимская, Ижевская, Воткинская, 8-я Камская, 12-я Уральская, 2-я Уфимская конная дивизии, а также Екатеринбургская инструкторская школа и другие), обойдя Красноярск с севера, выдержав тяжёлый бой с красноармейскими частями у деревни Дрокино (в этом бою погибла знаменитая 1-я Сибирская штурмовая отдельная бригада) и перейдя Енисей, двинулись на восток, примерно столько же человек сдались красноярскому гарнизону. Эти действия части Русской армии были связаны с усталостью от уже проделанного похода и неизвестностью дальнейшего пути. Только офицеров сдалось в плен 1100 человек, в армии свирепствовала эпидемия тифа.
7 января соединились остатки 2-й и, пробившейся с юга, 3-й белых армий, в общем числе насчитывавших до 30 000 человек. Отступление после Красноярска было решено вести несколькими колоннами ввиду трудностей снабжения такой большой массы войск. Колонны шли изолированно и избегали столкновений с противником, так как части были измотаны и почти не боеспособны. Тиф во всех формах был бичом армии. В некоторых частях переболели все солдаты. Медикаментов не было, живых больных утром после ночлега привязывали в санях по 3-4 человека и везли сутками до следующей остановки. Многих оставляли. Эпидемия тифа выкосила также и местное население, и части преследовавшей 5-й армии РККА.
Белогвардейцы старались передвигаться на санях, и приказом генерала Войцеховского от 17 января вводились строгие правила реквизиции лошадей, а все лица, «реквизирующие ненужные предметы», подлежали повешению.
Колонна под командованием генерала Константина Сахарова шла вдоль Сибирского тракта и железной дороги, а колонна Каппеля направилась на север по Енисею ниже Красноярска, затем по реке Кан до Канска, с целью выйти на железную дорогу у Канска и там соединиться с колонной Сахарова. Этот путь длиной 105 километров по таёжной порожистой реке, покрытой снегом по колено, на протяжении 90 километров не имел никаких жилищ, кроме нескольких охотничьих избушек.
В районе устья реки Кан от общей колонны отделились 11-й Оренбургский казачий полк, 3-й Барнаульский стрелковый полк (командир — полковник А. И. Камбалин) и отряд Томской конной милиции, которые под командованием генерала А. П. Перхурова двинулись дальше на север вдоль Енисея до его слияния с Ангарой, самостоятельно проделали зимний легендарный переход почти в 3000 километров по тайге в сильные морозы от Енисея по Ангаре до устья реки Илим, далее по Илиму к посёлку Илимск, далее к посёлку Усть-Кут. У реки Лена в селе Подымахинское генерал А. П. Перхуров был пленён красными партизанами вместе с частью своего отряда, ослабленного дезертирством, болезнями, холодом, обморожениями и голодом. Далее весь путь из Усть-Кута вверх по Лене до Верхоленска остатки отряда двигались под командованием генерала Сукина. Отряд Сукина насчитывал в своих рядах не менее 4 тысяч человек и хорошо был вооружён. В феврале месяце в деревне Бирюлька Качугского района с ними вёл бой красный отряд Нестора Каландаришвили, отряд Бурлова и отряды крестьян Жигаловского и Качугского уездов. Бой продолжался почти весь день. Сукинцы встретили упорное сопротивление и отступили. После этого они нашли проводников эвенков, обошли Бирюльку окружным путём и двигаясь вверх по реке Лене до реки Чанчур, по Чанчуру до перевала через Байкальский хребет у мыса Онгурен, вышли на дорогу, ведущую на Онгурен. Оттуда, уже не встречая сопротивления, белые ушли за Байкал и далее до Усть-Баргузина. 14 марта 1920 года эта колонна пришла в Читу. Представляла она зрелище больных, обмороженных, измождённых людей.
На этом этапе белым войскам удалось оторваться от преследования, чему способствовала задержка красных войск в Красноярске для восстановления снабжения и пополнения. Уничтожение войск Каппеля было поручено партизанским армиям А. Д. Кравченко и П. Е. Щетинкина.
Переход по реке Кан оказался для белых одним из самых тяжёлых участков похода. Историк Руслан Гагкуев описывает так этот эпизод похода:
Движение по реке Кан было не только тяжёлым, но и крайне опасным. Река, покрытая толстым слоем снега, под которым струилась вода незамерзающих горячих источников, тридцатипятиградусный мороз… Более тяжёлые условия, пожалуй, придумать сложно. Люди, двигаясь в темноте по реке, фактически, наощупь, постоянно проваливались в полыньи, которые не были видны под снегом. Многих из них покидали силы и они оставались лежать на этом крёстном пути…

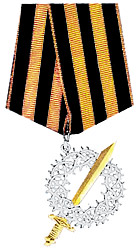
Орден «За Великий Сибирский поход»

К 10 января тяжелейший и стоивший больших потерь замерзшими и обмороженными переход по реке Кан окончился — войска вышли в село Барга. Во время этого перехода генерал Каппель провалился в полынью и отморозил ноги. Проведённая ампутация ног и вызванное переохлаждением воспаление лёгких сильно подорвали силы генерала, но он продолжал руководить войсками, поручив генералу Войцеховскому лишь ряд своих полномочий. Узнав о восстании в Канске и переходе гарнизона на сторону большевиков, войска Каппеля 12—14 января обошли город с юга. Далее они двигались по Сибирскому тракту в условиях начавшихся сильных снегопадов и морозов. 19 января войска заняли станцию Замзор и узнали о восстании в Иркутске.

### Иркутск
21 января в Иркутске Верховный Правитель России адмирал Колчак был выдан чехословаками эсеро-меньшевистскому Политцентру. 22 января белые части выбили красных повстанцев и партизан из Нижнеудинска.
23 января в Нижнеудинске на совете штаба армии, собранном умирающим генералом Каппелем, было приняло решение брать Иркутск штурмом, освободить Колчака и создать в Забайкалье новый фронт для борьбы с большевиками. 24 января началось наступление белых войск на Иркутск.
26 января 1920 года Каппель умер на железнодорожном разъезде Утай, накануне передав управление войсками генералу Войцеховскому. Тело Каппеля войска, продолжившие поход, вывезли с собой.
Красноармейцы, захватившие власть в Иркутске, попытались остановить белых, выслав им навстречу из Иркутска красные отряды, которые заняли станцию Зима. 29 января после упорного боя части 2-й армии Войцеховского овладели Зимой. Боеспособных частей у каппелевцев осталось мало, при подсчете сил на совещании старших начальников у Войцеховского, оказалось, что в бой могут быть брошены всего около 6000 штыков.
Движение Русской армии к Иркутску затянулось. Опасаясь, что каппелевцы всё же возьмут Иркутск и освободят Колчака, Ленин прямым приказом санкционировал расстрел Колчака, который был приведён в исполнение 7 февраля 1920 года.
Узнав о расстреле Колчака, генерал Войцеховский не стал продолжать уже ставший ненужным штурм Иркутска. К тому же отсутствие конского состава делало бесполезным надежду на иркутские военные склады — белогвардейцы не смогли «поднять» даже склады, захваченные в предместьях Иркутска. Каппелевцы двумя колоннами обошли Иркутск и направились в поселок Большое Голоустное. Планировалось оттуда перейти Байкал (45 верст) и достичь станции Мысовая Забайкальской железной дороги. Там каппелевцев уже должны были ожидать войска атамана Семенова и санитарные поезда. Хотя, по сообщениям чехословаков, накануне Мысовая была занята сильным отрядом красных с артиллерией и бронепоездом.

### Байкал и Чита
Но отступать было некуда. И 11 февраля первой по льду Байкала, на который отказались выходить местные проводники, пошла Ижевская дивизия. В течение нескольких дней февраля 1920 года все каппелевцы перешли Байкал, который наравне с переходом по реке Кан, стал одним из самых сложных отрезков пути Великого Сибирского похода — в среднем части преодолевали скользкий как стекло лед Байкала за 12 часов. Многие лошади пали. Орудия и снаряжение тащили руками. Всего Байкал перешло 30—35 тысяч человек.
На станции Мысовая раненые и больные каппелевцы, а также женщины и дети были погружены в эшелоны, а здоровые продолжили свой поход (около 600 км) до Читы, которой и достигли в начале марта 1920 года.
По другому источнику, на Мысовой каппелевцы встретили японцев из Оккупационного корпуса, которые вскоре ушли. Никакие поезда уставших людей не ждали — путь был продолжен пешим порядком всеми. Когда до Читы оставалось ещё 250 километров, по информации местных жителей впереди их ждали сильные засады красных партизан, поэтому у Черемховских копей женщины и больные были погружены в поезд и отправлены в Читу без охраны — на милость Бога, а строевые части свернули к северу и пошли без дороги по забайкальским степям. По воспоминаниям участника, этот путь был ещё труднее чем по Сибири. Только под самой Читой каппелевцы встретили посланных им на встречу забайкальских казаков.
В начале марта обессиленная и поредевшая армия в 20 тысяч штыков — отставшие приходили ещё несколько месяцев — вошла в Читу. Великий Сибирский Ледяной поход был закончен.
По другим источникам в Читу дошли 25 тысяч солдат бывшего Восточного фронта. Из наиболее боеспособных дивизий отмечаются Добровольческая, 4-я Уфимская, 4-я Сибирская, 11-я и 12-я Уральские стрелковые дивизии, сохранившие по 2-1,5 тысячи человек личного состава.  
Вышедшие части готовы были продолжать борьбу. Поэтому армия была реорганизована. Мелкие части были расформированы и пошли на пополнение крупных, а дивизии были сведены в сводные полки. Количество штыков осталось то же, но было значительно уменьшено число штабов. Армия отдыхала и готовилась к новым боям.

## Награда за участие в походе
По окончании этого многомесячного отступления, в воздаяние участникам похода за понесённые тяготы и лишения, генерал Войцеховский учредил Знак отличия Военного Ордена «За Великий Сибирский поход» (название награды ставило её в один ряд с Орденом Святого Георгия Русской Императорской армии — это неверное утверждение, так как согласно Положению, знак был выше медалей, но ниже даже Георгиевского креста — не ордена). Знаком награждались все солдаты и офицеры, прошедшие Великий Сибирский Ледяной Поход, а также гражданские лица. Знак напоминает Знак 1-го Кубанского похода Добровольческой армии, но меч в сибирском знаке выполнен из чистого золота (на его изготовление уходила полностью золотая монета номиналом в 10 рублей).
12 февраля, после переправы через Байкал, командующий Войцеховский подписал приказ о производстве в следующий офицерский чин всех офицеров (кроме полковников и генералов), прошедших путь с армией. В звание подпрапорщика и прапорщика производились и солдаты по представлению командиров, «не ограничиваясь числом производимых... заслуживающим воздать должное».

## Дальнейшая судьба армии
Летом части Белой армии совместно с японцами отразили атаки Красной армии на Читу. Но осенью была достигнута договоренность при посредничестве японцев, что красные войска пропустят русские части в 30 тыс. человек по железной дороге на восток. Достигнув китайской территории, части разоружались китайской армией — оставлялось только холодное оружие — грузились в эшелоны на КВЖД и переправлялись через 1500 километров в Приморье, где они вошли в состав Дальневосточной армии Приморского края.